# Terebrogaster pygidialis
Terebrogaster pygidialis är en skalbaggsart som beskrevs av Waterhouse 1882. Terebrogaster pygidialis ingår i släktet Terebrogaster och familjen Melolonthidae. Inga underarter finns listade i Catalogue of Life.